# Chapelle-du-Lou
Chapelle-du-Lou foi uma antiga comuna francesa na região administrativa da Bretanha, no departamento Ille-et-Vilaine. Estendia-se por uma área de 7,25 km². Em 2010 a comuna tinha 1 024 habitantes (densidade: 141,2 hab./km²).
Em 1 de janeiro de 2016, passou a formar parte da nova comuna de La Chapelle-du-Lou-du-Lac.